# Liste der Kulturdenkmäler in Uhler
In der Liste der Kulturdenkmäler in Uhler sind alle Kulturdenkmäler der rheinland-pfälzischen Ortsgemeinde Uhler aufgeführt. Grundlage ist die Denkmalliste des Landes Rheinland-Pfalz (Stand: 27. Oktober 2023).

## Einzeldenkmäler
| Bezeichnung         | Lage                 | Baujahr         | Beschreibung                                                                                                   | Bild                           |
| ------------------- | -------------------- | --------------- | --- | ------------------------------ |
| Evangelische Kirche | Hauptstraße 25a Lage | um 1700         | Saalbau, um 1700, Umbau bezeichnet 1799, romanischer Westturm, um 1800 erhöht; bauliche Gesamtanlage mit Platz | weitere Bilder Fotos hochladen |
| Quereinhaus         | Hauptstraße 26 Lage  | 18. Jahrhundert | Fachwerk-Quereinhaus, Krüppelwalmdach, 18. Jahrhundert                                                         | BW                             |